# 第一騎兵軍團
骑兵第一集团军（Первая конная армия），俄国内战时期的红军骑兵战役军团。

## 历史
1919年5月6日，布琼尼任师长的骑兵第4师与约瑟夫·罗季奥诺维奇·阿帕纳先科任师长的骑兵师合编为骑兵第一军。军长布琼尼，军政委伏罗希洛夫。阿帕纳先科师来源于北高加索斯塔夫罗波尔省的库班哥萨克于1918年初组建的赤卫队和游击队，1918年9月改编为无产阶级旅，1918年10月改编为斯塔夫罗波尔工农骑兵第1师，编入骑兵第一军后改称骑兵第6师，有2000人，编成三个旅六个团和有三门火炮的炮兵营。骑兵第4师师长奥卡·伊万诺维奇·戈罗多维科夫（卡尔梅克蒙古人）。
1919年5月中旬，骑兵第一军在马内奇河与邓尼金白军骑兵几次作战。红军第10集团军司令员叶戈罗夫决定使用骑兵第一军压制白军的进攻气焰，与邓尼金白军的什库罗骑兵军与瑙缅科骑兵军展开决战。1919年5月26日战役打响，红军骑兵第6师在西侧，骑兵第4师在东侧。叶戈罗夫亲自参加了骑兵第6师的冲击，被机枪射中肩部身负重伤。在骑兵第一军的快速打击下，邓尼金白军暂时停止了向红军第10集团军防守地域的突破作战。但到了6月1日，仍然不得不掩护第10集团军全线后撤，与白军的波克罗夫斯基、沙季洛夫、西多林、什库罗、马蒙托夫骑兵军不断交战。
1919年10月24日，第一骑兵军在城外击溃了什库罗骑兵军，攻占了沃罗涅日，一举扭转了顿河流域南方战线的局势，瓦解了邓尼金进军莫斯科的计划。骑兵第11师编入了骑兵军。随后的强渡顿河作战中，由于骑兵第6师的游击习气，不服从指挥，师长阿帕纳先科被降职为骑兵第2旅旅长，铁木辛哥接任师长。
1919年11月19日在第一骑兵军基础上组建骑兵第一集团军。在南方面军编成内与第8集团军和第13集团军联合作战，发动了对邓尼金白军的总进攻，歼灭了白军骑兵集群的乌拉盖骑兵军，什库罗骑兵军和马蒙托夫骑兵军与铁甲列车预备队混成师。1920年1月1日解放顿巴斯，歼灭白军的切尔克斯克师。随后解放亚速海沿岸的塔甘罗格、顿河畔罗斯托夫。
1920年1月16日，改隶高加索方面军，秘密行军150km穿越冰封萨利斯克草原，突袭了叶戈尔雷克斯卡亚的北高加索白军纵深，击溃了巴甫洛夫将军骑兵集群、库班步兵军等部，迫使邓尼金放弃高加索撤向协约国海陆军接应的新罗西斯克港口。
按照列宁的指示，集团军从1920年4月3日至5月25日完成了1200km史诗性的骑兵行军，从北高加索迈科普油田地域转移至乌曼地域，在西南方面军指挥下进攻波兰军据守的基辅，苏波战争正式爆发。1920年6月5日，在日托米尔—别尔季切夫突破波军防线，向波军第3集团军侧后纵深快速突击，迫使波军放弃基辅，战略大撤退。随后参与了沃伦斯基新城、罗夫诺、利沃夫3次战役。1920年8月，调入西方面军。
1920年10月末，调入南方面军，参加进攻弗兰格尔白军的反攻战，先后实施了北塔夫里亚战役和彼列科普—琼加尔战役，11月中旬解放辛菲罗波尔与塞瓦斯托波尔。
1920年11月末，调乌克兰腹地与马赫诺的部队作战。1921年6月调北高加索顿河和库班河流域作战。1923年10月骑兵第1集团军的建制撤销。

## 人物
- 集团军司令员：布琼尼
- 集团军政委：
  - 伏罗希洛夫1919年11月—1921年5月
  - 叶菲姆·阿法纳西耶维奇·夏坚科[1]1919年11月—1920年7月
  - 米宁1920年5月—1921年5月
  - 戈尔布诺夫1920年10月—1921年5月
  - 布布诺夫1921年4—5月

该部队涌现了戈罗多维科夫、莫罗佐夫、利图诺夫、铁木辛哥、米罗什尼琴科、皮夫恩耶夫、阿帕纳先科、巴兰尼科夫、库兹涅佐夫、米罗年科、乌先科、韦尔宾、阿劳霍夫、斯特列普霍夫、贡恰罗夫、奥列科·顿季奇等著名的骑兵指挥员。
该部队基层战士、连排长乃至团长之中，在第二次世界大战中涌现了一批苏联元帅、大将、将军。